# Меткалёв, Анатолий Григорьевич
Анатолий Григорьевич Меткалёв (20 января 1896,  Ново-Марьинское, Область Войска Донского, Российская империя —  16 декабря 1956,  Москва,  СССР) — советский военачальник, генерал-лейтенант артиллерии  (18.11.1944).

## Биография
Родился 20 января 1896 года в селе Ново-Марьинское, ныне хутор Красный Десант в Неклиновском районе Ростовской области. Русский. Окончил Таганрогскую  мужскую гимназию и поступил в Императорский Новороссийский университет в Одессе.
С началом  Первой мировой войне в начале 1915 года был зачислен в Сергиевское артиллерийское училище (г. Одесса). После окончания ускоренного курса в январе 1916 года произведен в прапорщики артиллерии и направлен  в действующую армию, где принимает участие в боевых действиях. За отличия в боях был награждён  орденом Святой Анны 4-й степени за храбрость и Георгиевским крестом с лавровой ветвью 4-й степени. Войну закончил в звании подпоручика на должности помощника командира батареи.
С марта  1919 года на службе в РККА – преподаватель школы инструктор 5-й армии Восточного фронта. С  февраля 1920 года – заведующий учебной частью Саратовских артиллерийских курсов. С июля 1920 года – командир взвода Саратовских артиллерийских курсов. С  марта 1921 года – помощник командира батареи Саратовских артиллерийских курсов. С  сентября 1921 рода – помощник начальника учебной части Саратовских артиллерийских курсов. 
С  ноября 1921 года  проходит службу в 33-й стрелковой дивизии:  командиром батареи 33-го гаубичного дивизиона, с августа 1923 года – командиром 33-го гаубичного дивизиона, с 15 октября 1925 года  – начальником штаба 33-го артиллерийского полка.  С ноября 1929 года по сентябрь 1930 года - слушатель Артиллерийских курсов усовершенствования командного состава РККА (АКУКС) в Детском Селе. С февраля 1931 года – командир 44-го артиллерийского полка 33-й стрелковой дивизии Белорусского военного округа. 16 сентября 1936 года за успехи в боевой подготовке был награждён орденом Красной Звезды. С 19 августа 1939 года – начальник артиллерии 186-й стрелковой дивизии Уральского военного округа. Утром 20 июня 1941 года дивизия прибыла на перевалочную станцию Великие Луки откуда направилась дальше на запад. Вечером 21 июня части дивизии в составе 62-го стрелкового корпуса 22-й армии прибыли на станцию Идрица и расположись там же вдоль бывшей советско-латвийской границы. 
С началом Великой Отечественной войны в прежней должности. 5 июля 1941 года части дивизии впервые столкнулись с противником, в результате чего была разгромлена походная колонна немцев.  7 июля немцам удалось форсировать Западную Двину и захватить плацдарм. Наступавший против дивизии 39-й моторизованный корпус немцев смог прорвать её оборону, расчленить и частично окружить. Вечером 9 июля окружённым частям удалось прорвать окружение в районе ст. Сиротино. В середине июля полковник Меткалёв был назначен начальником артиллерии 51-го стрелкового корпуса 22-я армии Западного фронта. В конце июля — августе 1941 года корпус принял участие в оборонительных боях в районе Великих Лук, где также был противником окружён и с боями выходил к своим.  В декабре 1941 года Меткалёв был назначен заместителем начальника артиллерии 30-й армии Калининского фронта. В январе — апреле армия участвовала в Ржевско-Вяземской операции 1942 года, к концу операции вышла на подступы к г. Ржев, где перешла к обороне. За эти бои Меткалёв был награждён орденом Красного Знамени.
С 5 декабря 1942 года  – командующий артиллерией 3-й гвардейской армии. Принял участие в  Среднедонской операции в результате которой был прорван вражеский фронт шириной до 340 километров. Были разгромлены 5 итальянских, 5 румынских и 1 немецкая дивизии, а также 3 итальянские бригады. Понесли тяжёлые потери 4 пехотных и 2 танковых немецких дивизии. В итоге наступления силы, задействованные в операции, продвинулись в тыл группы армий «Дон», в результате чего немцам пришлось отказаться от дальнейших планов по деблокированию 6-й армии Паулюса. 21 января 1943 года в ходе Ворошиловградской наступательной операции был тяжело ранен и находился на излечении в госпитале. За умелое планирование  и успешное применение артиллерии в этих боевых операциях полковник   Меткалёв   был награждён  орденом Кутузова I степени.  

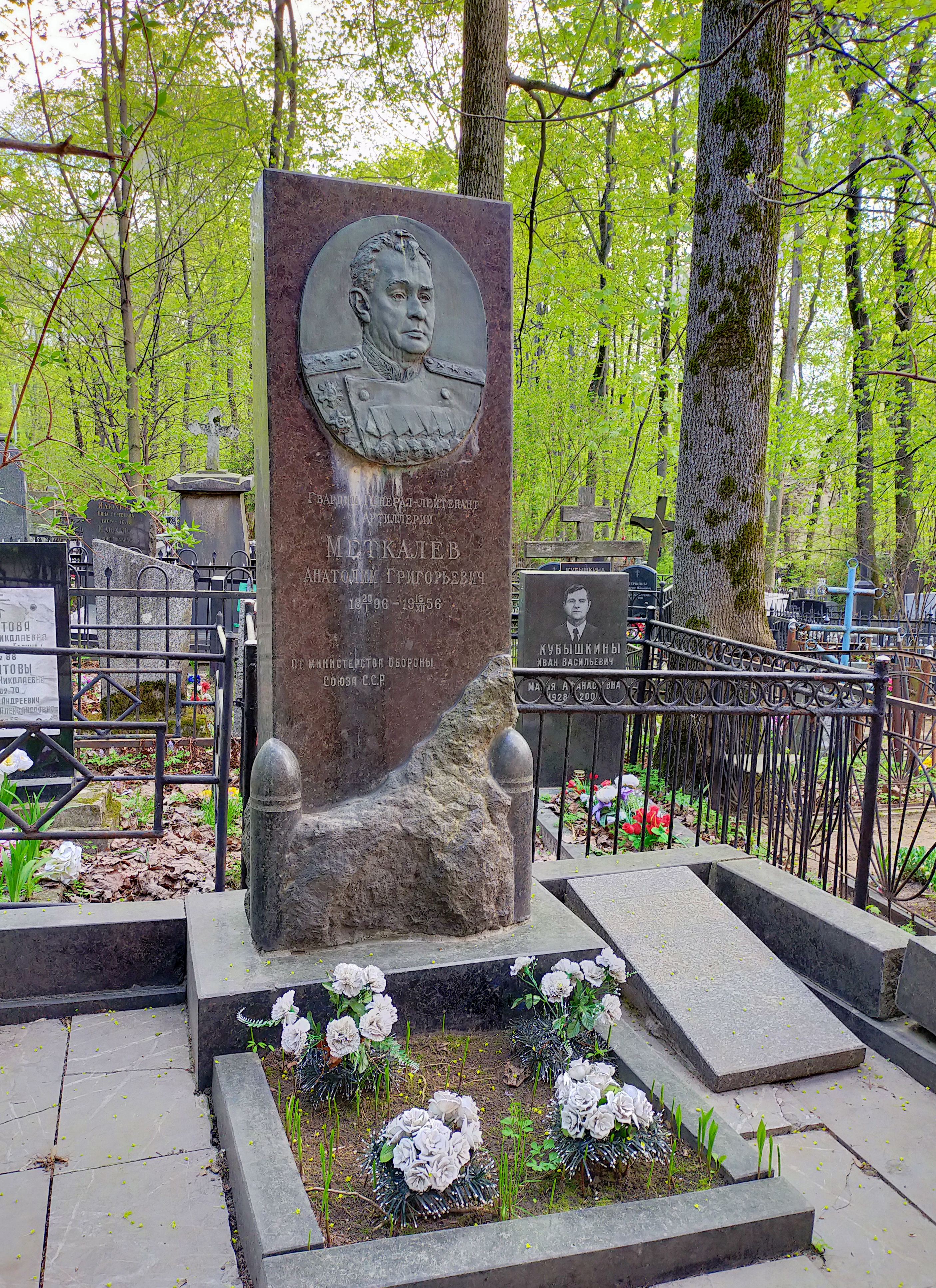
Могила А. Г. Меткалёва на Введенском кладбище

В конце 1943 года Ставка ВГК поставила  задачу изучения дислокации и состояния японской Квантунской армии и предварительной отработки будущих наступательных действий против неё, в связи с чем   генерал-майор артиллерии Меткалёв был переведён на Дальний Восток и назначен заместителем командующего артиллерией Дальневосточного фронта. В ходе Советско-японской войны генерал-лейтенант  артиллерии Меткалёв занимал должность заместителя командующего артиллерией 2-го Дальневосточного фронта. 9 августа фронт перешёл в наступление против японских  на сунгарийском, цицикарском и жаохэйском направлениях. Войска фронта форсировали реки Амур и Уссури, высадили Сахалянский десант и прорвали долговременную оборону противника в районе Сахалян, преодолели горный хребет Большой Хинган. 20 августа войска фронта заняли Харбин,  вышли в районы Калочжань, Лунчжень,  Саньсин, Боли. Японские войска не смогли оказать серьёзного сопротивления на этих участках и после 20 августа начали массово сдаваться в плен. 11 августа части фронта начали наступление на Южный Сахалин и к 18 августа заняли большую его часть. В период 19 — 25 августа в портах Маока и Отомари были высажены морские (в Отомари, кроме того и воздушный) десанты. 25 августа был занят административный центр Южного Сахалина — город Тоёхара. К началу сентября последние японские части прекратили сопротивление.  К 1 сентября были заняты   все острова Большой Курильской гряды. За успешное   применение артиллерии в данных операциях  Меткалёв был награждён орденом Отечественной войны I степени.
После войны был переведён в Москву на преподавательскую работу в Военно-политическую академию имени В. И. Ленина, где занимал должность начальника кафедры артиллерии. Написал и издал ряд научных трудов. 13 октября 1956 года гвардии  генерал-лейтенант  артиллерии Меткалёв был уволен в запас.
Скончался   16 декабря 1956 года. Похоронен на Введенском кладбище в Москве.

## Награды
- орден Ленина (21.02.1945)[4][5]
- три ордена Красного Знамени (24.01.1943[6], 03.11.1944[7][5], 20.06.1949[8][5])
- орден Кутузова I степени (31.03.1943)[9]
- орден Отечественной войны I степени (27.08.1945)[10]
- орден Красной Звезды (16.09.1936)[11]
  - медали в том числе:
  - «XX лет Рабоче-Крестьянской Красной Армии» (1938)[9]
  - «За победу над Германией в Великой Отечественной войне 1941—1945 гг.» (1945)[11]
  - «За победу над Японией» (1945)[11]

## Труды
- Разведывательная служба в артиллерии: Стенограмма лекции / Гв. ген.-лейт. А. Г. Меткалев ; Воен.-полит. Ордена Ленина Акад. им. В. И. Ленина. - Москва,  1947, - 32 с.